# Station Sobolew
Station Sobolew is een spoorwegstation in de Poolse plaats Sobolew.